# أحمد الكاف
أحمد أبو بكر سعيد الكاف (مواليد 1983) هو حكم كرة قدم عماني دولي. أصبح حكماً دولياً للاتحاد الدولي لكرة القدم منذ 2010. يقوم بالتحكيم في بطولة دوري أبطال آسيا.